# Eben am Achensee
Eben am Achensee település Ausztriában, Tirolban a Schwazi járásban található. Területe 196,56 km², lakosainak száma 2 979 fő, népsűrűsége pedig 15 fő/km² (2014. január 1-jén). A település 940 méteres tengerszint feletti magasságban helyezkedik el.

## Közlekedés
A településen halad keresztül az Achenseebahn fogaskerekű-nosztalgiavasút.

## Fordítás
- Ez a szócikk részben vagy egészben  az   Eben am Achensee című angol Wikipédia-szócikk ezen változatának fordításán alapul.  Az eredeti cikk szerkesztőit annak laptörténete sorolja fel. Ez a jelzés csupán a megfogalmazás eredetét és a szerzői jogokat jelzi, nem szolgál a cikkben szereplő információk forrásmegjelöléseként.